# えらぶゆり

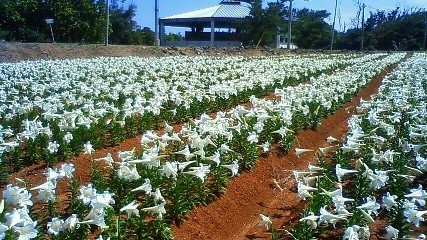
笠石海浜公園（和泊町）のえらぶゆり畑

えらぶゆり（ERABU LILY，Erabu Yuri）は鹿児島県沖永良部島和泊町、知名町で生産されているテッポウユリの流通上の名称。日本の地理的表示(GI)に登録されている。

## 概要
2020年11月18日に、「沖永良部花き専門農業協同組合」と「あまみ農業協同組合」が和泊町と知名町で生産するえらぶゆりが農林水産省の地理的表示(GI)保護制度の対象として追加登録された。鹿児島県からの登録としては5番目の登録、奄美群島で生産される農林水産物として初の登録であり、切り花などの観賞用植物としての登録は日本初の事例となる。
沖永良部島などに自生していたテッポウユリを繁殖、育種したユリで、純白の花びらを持つ。葉が丸みを帯びた形をしていること、強すぎないほのかな香りが特徴となっている。2020年時点では、「ヒノモト」「プチホルン」「ピュアホルン」といった品種がえらぶゆりとして栽培されている。
鹿児島県の発表では、2019年度のえらぶゆりの切り花出荷本数は両組合で約232万8000本で、取扱額は2億4106万5000円、生産戸数は和泊32戸、知名36戸の計68戸、栽培面積は和泊5.18ヘクタール、知名5.1ヘクタールの計10.28ヘクタール。

## 歴史
えらぶゆりの本格的な栽培は1902年から。明治時代には「エラブリリー」としてアメリカ合衆国に輸出され、聖母マリアの花として復活祭などで飾られ、日本より先に人気となった。
2013年には鹿児島県の「かごしまブランド」の産地指定を受けている。
2023年10月から2024年3月28日までカタールのドーハで開催された「2023年ドーハ国際園芸博覧会」には、えらぶゆりが展示された。鹿児島県育成品種にもなっている八重咲きの品種「咲八姫（さくやひめ）」、えらびゆりの代表品種であるヒノモト、ピュアホルン、プチホルン、凛（りん）の5品種95本が展示された。咲八姫が国際的な園芸博覧会で展示されるのは初となる。